# Convent de la Mare de Déu dels Àngels
|  | Per a altres significats, vegeu «Convent dels Àngels». |

El convent de Nostra Senyora dels Àngels és un edifici conventual, catalogat com a Bé de Rellevància Local amb identificador número 46.20.011-006,  a la plaça del Mestre Albuixech, del municipi d'Alberic, a la comarca valenciana de la Ribera Alta.

## Història

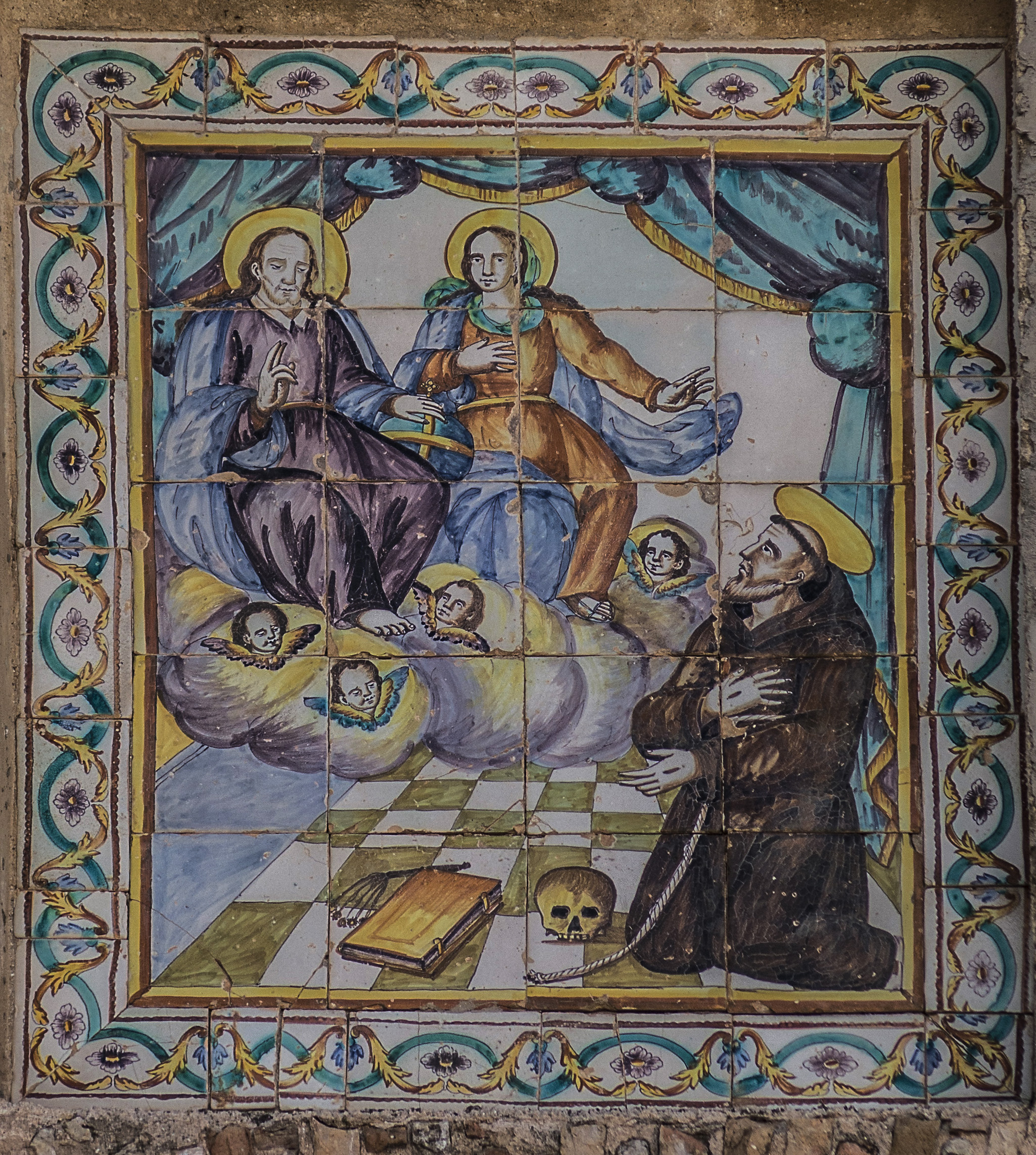
Ceràmica de la façana de l'església

En 1689 es va fundar a la parròquia de Sant Llorenç d'Alberic un convent de religiosos menors caputxins de l'Orde de Sant Francesc. Per tal de donar-los alberg es va edificar en 1701 el convent, que van habitar fins a la desamortització de 1835. 
La fundació del convent va requerir una dispensa del rei Carles II d'Espanya, ja que entre Alberic i el convent de l'Alcúdia no hi havia la distància mínima requerida entre convents. La fundació va comptar amb el suport de la població, però la majoria dels clergues locals s'hi van oposar. 
Pel que s'ha recollit en els llibres de comptes conventuals, se sap que la comunitat no va ser nombrosa, estant composta generalment per cinc o sis frares. No obstant això va haver d'exercir certa influència sobre la joventut local, ja que figuren entre els membres fills de la vila, distingibles en els llibres per posposar als seus noms d'Alberic. 
El convent d'Alberic era pobre, fins i tot per als estàndards de sobrietat propis dels franciscans. Així es reflectia en la relació del mobiliari datat del 24 de novembre de 1851, efectuada amb motiu del canvi d'ecònom de la parròquia de Sant Llorenç, a la qual havien anat a parar els béns conventuals.
El convent va ser suprimit el 25 d'agost de 1835, per l'aplicació del decret de 25 de juliol que treia l'activitat religiosa a tots els convents de menys de dotze frares. Un cop desamortitzat l'edifici i exclaustrats els caputxins, l'edifici havia de destinar-se a presó del partit judicial d'Alberic, tot seguint les instruccions d'una reial ordre que afectava molts convents de les comarques valencianes. No obstant això l'ajuntament va iniciar un expedient que finalment va portar a una nova reial ordre que adjudicava la propietat al consistori per establir-hi les escoles d'educació primària.  Un informe de 1871 enviat per l'alcalde del municipi a l'Administració Econòmica de la Província de València fa constar que l'edifici es destinava llavors a escola primària, acadèmia de música, dipòsit municipal de presos, caserna de la Guàrdia Civil i teatre-casino.
Actualment, només es conserva l'església, la qual no s'utilitza ja per al culte i està en procés d'adaptació com a espai cultural. 